# Маргіт Бартфельд-Феллер
Маргіт Бартфельд-Феллер (народилася 31 березня 1923 року в Чернівцях; померла 26 листопада 2019 року в Тель-Авіві) — представниця німецькомовної єврейської літератури.

## Життя
Після безтурботного дитинства та юності в єврейській родині багатонаціональних Чернівців, міста, що тоді був частиною Румунії, автор був висланий до Сибіру Радянським Союзом у 1941 році разом із численними однострадцями. Жахливий досвід, а також подальша насичена подіями історія життя Бартфельд-Фельнер стали матеріалом для публікацій Бартфельд-Фельнер, яка випустила понад десять книг.
У своїх мемуарах, написаних десятиліттями пізніше, Бартфельд-Феллер описує нешкідливі задоволення своїх старших шкільних років, а також голодну смерть її батька; вона описує красу, а також і небезпеку сибірських лісів. Також обговорюються приватні справи, такі як одруження з майстром будівництва Куртом Феллером (1948) і народження дочки Аніти в 1954 році.
Як письменник Бартфельд-Феллер запізнилася. 32 роки пропрацювала вчителем музики в Томському дитячому будинку. Курт Феллер помер у 1979 році. Лише у 1990 році авторові вдалося нарешті отримати дозвіл на еміграцію. З матір'ю, донькою, зятем і двома онуками емігрувала до Ізраїлю.
Маргіт Бартфельд-Феллер у віці 93 років отримала почесну медаль «На славу Чернівців», а 2013 року — премію Теодора Крамера. Померла 26 листопада 2019 року в Тель-Авіві.

## Праці
Публікації Маргіт Бартфельд-Феллер є автобіографічними та відрізняються невибагливою оповідною силою. Редактор — Ерхард Рой Він у Hartung-Gorre-Verlag Konstanz.
- Все ще людина (нім. Dennoch Mensch geblieben) (1996),
- Не розтягнута в небуття (нім. Nicht ins Nichts gespannt) (1998),
- Як із зовсім інших світів (нім. Wie aus ganz andern Welten) (2000),
- У східному вікні (нім. Am östlichen Fenster) (2002, також містить перші три томи),
- Unlost (нім. Unverloren) (2005),
- Рана пам'яті (нім. Erinnerungswunde) (2007),
- Квіти золки (нім. Aschenblumen) (фотодокументація, 2008),
- Мама Сіллі (нім. Mama Cilly: Erinnerungen an meine Mutter in Czernowitz und Sibirien) (2009),
- Відлуння (нім. Nachhall) (німецькою та російською мовами, з передмовою Г. Штуржа, 2011).

## Веб-посилання
- Бібліографія. Маргіт Бартфельд-Феллер // Німецька національна бібліотека
- Nachruf auf Margit Bartfeld-Feller auf der Website der Theodor Kramer Gesellschaft
- Zu Bartfeld-Fellers Buch Erinnerungswunde